# Bob Geldof
Robert Fredrick Zenon Geldof, KBE, känd som Bob Geldof, född 5 oktober 1951 i Dún Laoghaire nära Dublin, är en irländsk musiker, kompositör, skådespelare, sångare och filantrop. 

## Biografi
Bob Geldof började sin karriär som frontman i bandet Boomtown Rats, vars största hit var I Don't Like Mondays 1979 som tillkom efter ett rättsfall där en flicka skjutit ner sina klasskamrater utanför skolan. Geldof spelade huvudrollen i filmen Pink Floyd The Wall som hade premiär 1982. I oktober 1984 såg han en TV-dokumentär om Etiopien, gjord av BBC och blev mycket gripen. Geldof tog kontakt med Midge Ure i gruppen Ultravox, varefter han och Midge Ure skrev låten Do They Know It's Christmas? som sedan Midge Ure producerade. Låten spelades in av några av 1980-talets största populärmusikaliska artister under gruppnamnet Band Aid och släpptes inför julen 1984. Singeln blev direkt etta på topplistorna och intäkterna gick till det svältdrabbade Etiopien. Efter påtryckningar från pressen åkte Geldof själv till Etiopien och fick se de vidriga levnadsvillkoren befolkningen levde under. 

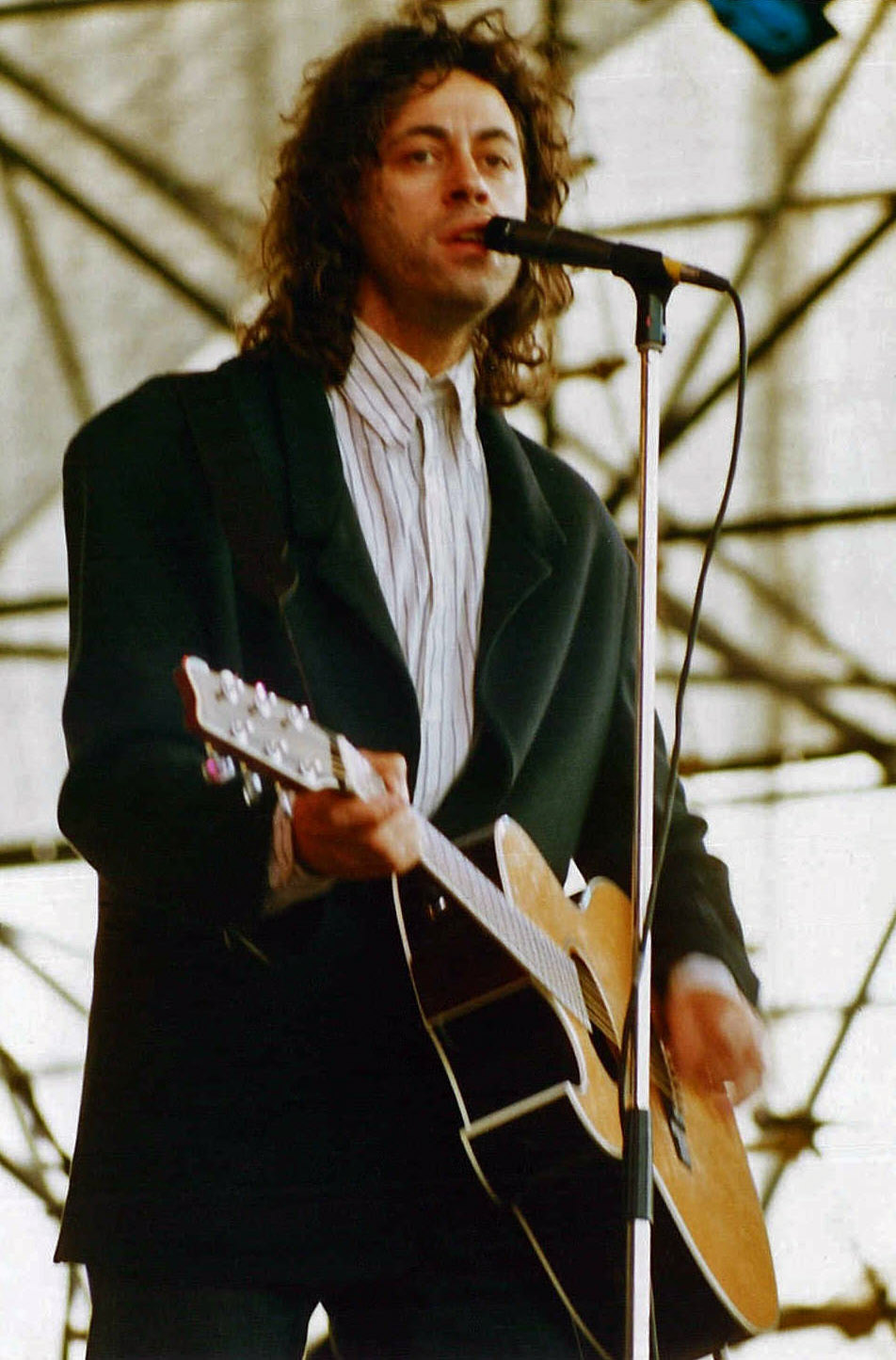
Bob Geldof på Rock am Ring 1987

Den 13 juli 1985 arrangerade Geldof Live Aid, en stor välgörenhetskonsert med syfte att samla in ytterligare pengar till Afrika. Konserten, som TV-sändes från både London och Philadelphia, sågs av cirka två miljarder människor. Alla artister som uppträdde på Live Aid spelade utan ersättning. Bland de stora namnen kan nämnas David Bowie, Elton John, Elvis Costello, Paul McCartney, Black Sabbath, Mick Jagger, U2, Dire Straits, Queen, Sting och Bob Geldof själv med bandet Boomtown Rats.
Singeln Do They Know It’s Christmas? har sedan 1984 spelats in tre gånger till: 1989 (Band Aid II), 2004 (Band Aid 20) och 2014 (Band Aid 30).
Geldof arrangerade Live 8, den 2 juli 2005, 20 år efter Live Aid. Live 8 bestod av ett flertal konserter som sändes under dagen. Målet med Live 8 var att påverka de stora politiska ledarna i G8, som möttes i början av juli samma år, för att skriva av alla fattiga länders statsskulder. Slagordet var: We don't want your money – we want you! På konserterna uppträdde bland andra Madonna, U2, Elton John, Stevie Wonder, Black Eyed Peas, Beyoncé Knowles, P Diddy, The Who, Duran Duran, Paul McCartney, Pink Floyd, Coldplay, Björk och Dido.
Den brittiska drottningen Elizabeth utnämnde honom 1986 till kommendör av Brittiska Imperieorden för hans engagemang mot orättvisor och fattigdom i tredje världen. Han har varit nominerad till Nobels fredspris. Andra utmärkelser han fått är olika hedersdoktorat (bland annat i ekonomi), Order of Two Niles Sudan, Leopold II Belgiens riddarorden, Irländska fredspriset, UN World Hunger Award, FAO Medal, EEC Gold Medal samt Ivor Novello (fyra gånger).
Geldof var med i BBC:s dokumentärserie Griniga gubbar.

### Trivia
Slades sång Do You Believe in Miracles handlar just om Bob Geldof och hans insats med Band Aid under 1984-1985.

### Privatliv
Han fick tre döttrar, bland andra Peaches Geldof och Pixie Geldof, tillsammans med Paula Yates, som han var gift med 1986–1996. Han är även adoptivfar till hennes och Michael Hutchences dotter som blev föräldralös år 2000.

## Diskografi, solo
- 1986 – Deep in the Heart of Nowhere
- 1990 – The Vegetarians of Love
- 1993 – The Happy Club
- 2001 – Sex, Age & Death
- 2011 – How To Compose Popular Songs That Will Sell